# 腺毛水竹草
腺毛水竹草（学名：Murdannia spectabilis）是鸭跖草科水竹叶属的植物。分布于缅甸、菲律宾、老挝、越南、柬埔寨以及中国大陆的广东、海南、云南等地，生长于海拔1,350米至1,550米的地区，常生于林下、灌丛中以及岩石上，目前尚未由人工引种栽培。
其种加词“spectabilis”意为“显著的”，“引人注目的”。